# Hakkâri
Hakkâri este un oraș din provincia Hakkâri, Turcia.